# Obra Completa de Josep Pla

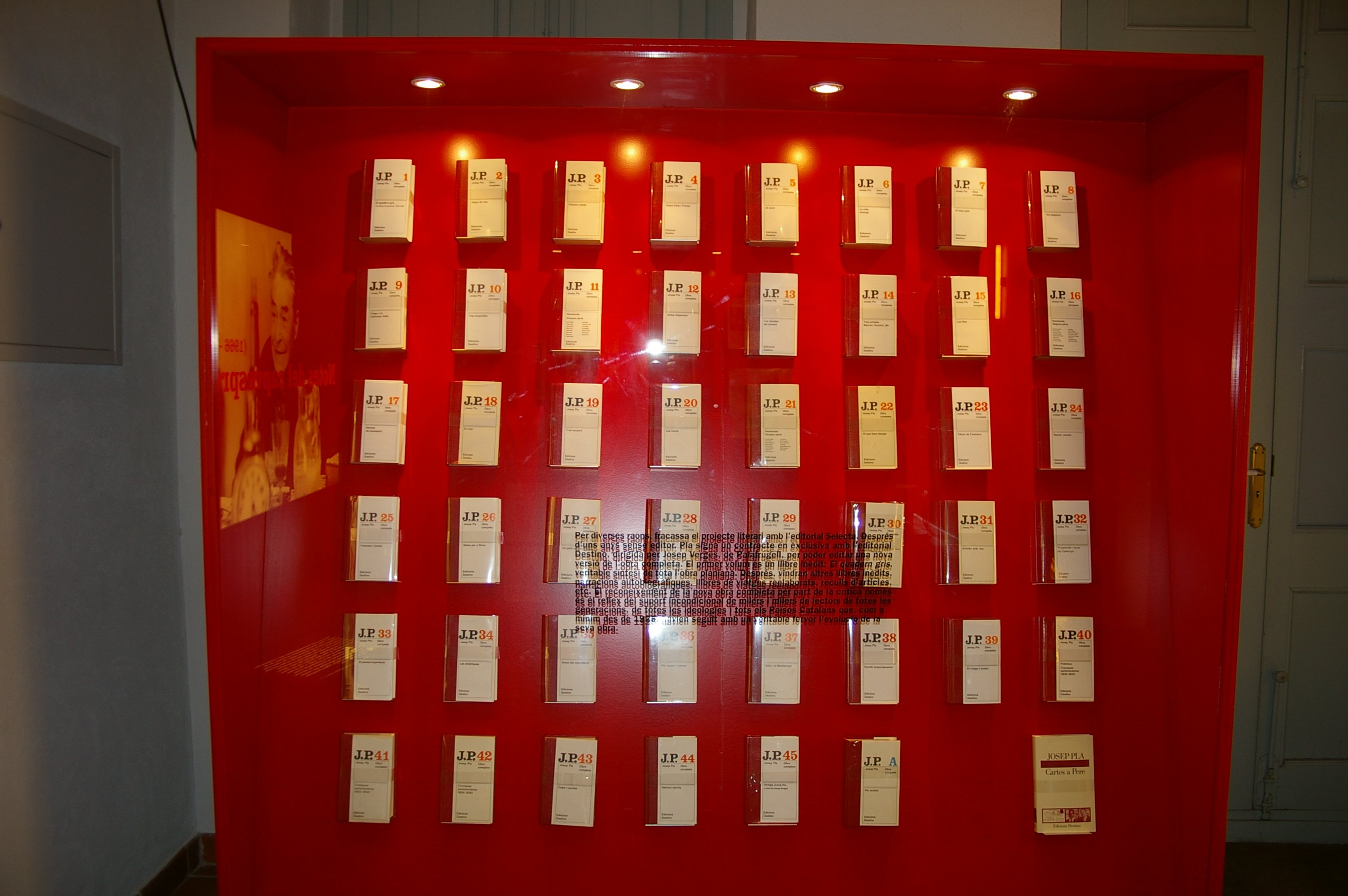
Obra Completa de Josep Pla a l'exposició permanent de la Fundació Josep Pla

L'Obra Completa de Josep Pla editada per Destino és l'edició definitiva de les obres de Josep Pla. Començà el 1966 amb la publicació d'El quadern gris i acabà el 1984 amb l'aparició de Darrers escrits. Inclou també un volum amb l'índex analític de l'Obra Completa i un volum d'apèndix titulat Per acabar, publicats el 1988 i el 1992 respectivament.
L'edició dels primers 39 volums (fins a El viatge s'acaba, publicat el 1981) fou preparada i supervisada pel mateix Pla. Dels volums restants se n'ocupà l'editor Josep Vergés, que havia sigut l'editor de l'Obra Completa des dels inicis.
L'octubre del 2010 Edicions 62 (grup editorial on actualment pertany Destino) anuncià la digitalització i l'edició on-demand de l'Obra Completa sencera: els llibres es podran sol·licitar a l'editorial i estaran tots disponibles indefinidament.

## Llista dels volums
1. El quadern gris (Un dietari)
2. Aigua de mar (Bodegó amb peixos, Un viatge frustrat, Derelictes, Un de Begur, El coral i els coralers, Pa i raïm, Contraban, En mar, Anàlisi d'uns naufragis i Navegació d'estiu)
3. Primera volada (Tres ciutats: Girona. Un llibre de records; Barcelona, una discussió entranyable, i Madrid, 1921. Un dietari)
4. Sobre París i França (Notes sobre París i Petits assaigs sobre França)
5. El nord (Cartes de lluny, Cartes de més lluny i Viatge a Rússia el 1925)
6. La vida amarga (La fonda del centre. No som res, però fa de mal dir.... Pensió barcelonina cèntrica. Un mort a Barcelona. Un amic: Albert Santaniol. Casa de dispeses madrilenya. Contrapunt. Bulevard Saint-Michel, París. El que us pot esdevenir: res. Una anàlisi. Un home fatal. Família a l'estranger. Una aventura al canal. Pensió a Cambridge Street. La conversació de Saint James Park. Meanwood, Leeds, Yorkshire. Obscura santedat nòrdica. El primer viatge a portugal. Amb el sol a l'esquena. Records de Florència. L'afer de la Pensione Fiorentina, a Roma. El cercle de Berlín. Retaule de la inflació. Roby o la deflació. El moribund intermitent)
7. El meu país (Reflexions sobre l'Empordà. La substància. El meu poble)
8. Els pagesos (El pagès i el seu món, El campanaret i El carrer Estret)
9. Viatge per la Catalunya Vella (De l'Empordanet a Barcelona. De l'Empordanet a Andorra. De l'Empordanet a Perpinyà)
10. Tres biografies (Joan Maragall, un assaig. Vida i miracles de Josep Pijoan. Francesc Pujols, notes)
11. Homenots (primera sèrie)
12. Notes disperses
13. Les escales de llevant (Cartes d'Itàlia. Les escales de Llevant. Israel 1957, un reportatge)
14. Tres artistes (Vida de Manolo contada per ell mateix. Santiago Rusiñol i el seu temps. El pintor Joaquim Mir)
15. Les illes (Les Medes. L'illa de Menorca. Notes de Mallorca. L'illa de Cabrera. L'illa d'Eivissa. Estat de la felicitat a Formentera. Còrsega, l'illa dels castanyers. Notes de l'illa d'Elba. L'illa de Sardenya. Notes sobre Sicília. Malta. Les illes gregues)
16. Homenots (segona sèrie)
17. Retrats de passaport (L'almirall Concas. Josep Ferrer. La senyoreta Trinitat Aldrich, poetessa. Joan B. Coromina, professor i artista. Francesc (Xicu) Vayreda. Tomàs Gallart, industrial. Carles Rahola, erudit i escriptor. Déodat de Sévérac. Salvador Euras, advocat i escriptor. El senyor Eusebi Isern Dalmau. El poeta Miquel Ferrà, bibliotecari. Prudenci Bertrana. Cristòfor de Domènech. Mossèn Llorenç Riber. Xavier de Viura, poeta i nigromàntic. Adrià Gual, home de teatre. Alexandre Plana. L'escriptor Martínez Ferrando, erudit i arxiver. El doctor Quim Borralleras. El pintor Van Dongen. Francesc Camps Margarit, enfardador. Màrius Aguilar, periodista. Eudald Duran Reynals, novel·lista. Ramon Raventós, humorista. El doctor Cinto Raventós. Gabriel Miró, un retrat. El pintor rus Chourchonne, a Barcelona. El negre Johson, exboxejador. Josep Carner, conferenciant. Eugeni d'Ors, tornant del seu primer viatge a l'Amèrica Austral. Hipòlit Lázaro, un impressionant tenor. Lluís Bagaria. Gabriel Alomar. Jaume Piquet, autor d'uns pastorets. Pere Coromines. Joan Llongueres. Àngel Ferran. Tomàs Garcés. Josep Maria López-Picó, poeta. El senyor Rovira i Virgili. Carles Soldevila. Lluís Nicolau d'Olwer. El senyor Puig i Cadafalch. Ricard Canals, pintor. Pere Ynglada, dibuixant. Enric C. Ricart. Josep Dunyach. Lluís Mercadé, pintor. Joan Miró, jove, a París. Manuel Humbert. Luis Buñuel. Pere Pruna el 1925. El pintor Pau Roig. Pau Gargallo, escultor. Monsieur Charles Maurras. Manuel Renom, pintor. L'escultor Màrius Vives. El gitano Fabián de Castro. Ventura Gassol. Monsieur Despiau, escultor. Eloi Robusté, viatger. Fritz von Unruh. G.K. Chesterton a Vilanova i la Geltrú. Georges Simenon. Manuel Brunet, de l'època d'Empúries. Àngel Guimerà. Joan Santamaria, escriptor. Josep Maria de Sagarra i la seva prosa. Don Julio Camba. Emil Ludwig. El comte Hermann von Keyserling. El vescompte de Güell. Caterina Albert - Víctor Català. Rafael Benet. Francesc Domingo, de Sao Paulo. Margarida Xirgu. Joaquim Torres García. El Mestre Jaume Pahissa. Hipòlit Nadal Mallol, de Buenos Aires. Marià Vinyes (pianista) i Chopin. Josep Coll. Joan Gich, un artista del ferro. El doctor Joaquim Danés, d'Olot. Pau Casals, a Prada. Domènec Carles. Joan March. Miquel Mateu i Pla. El doctor Gregorio Marañón. Ramón Gómez de la Serna. Joan B. Solervicens. Georges Pacques. Agustí Calvet, "Gaziel". Frederic Mompou. El pintor Josep Pujol i l'escola d'Olot. Josep Maria Capdevila, el 1966. El doctor Jacint Vilardell. Josep Vergés i "Destino". Xavier Montsalvatge. El caricaturista Valentí Castanys. Ramon Canet, llibrer a Figueres. Raimon com a Poeta.)
18. En mar (Cabotatge mediterrani (1956); Viatge a l'Amèrica del Sud (1957); Un llarg viatge entre Kuwait, al golf Pèrsic, i Valparaíso, a Xile (1959-1960); De Buenos Aires a Rotterdam (gener-febrer 1967); Intermezzo fluvial. Viatge al Rin: De Rotterdam a Basilea (primavera del 1966))
19. Tres senyors (Un senyor de Barcelona. Un senyor de Terra del Foc. L'escultor Josep Llimona)
20. Les hores
21. Homenots (tercera sèrie)
22. El que hem menjat
23. Àlbum de Fontclara (L'herència. Nocturn de primavera)
24. Humor, candor
25. Francesc Cambó (Materials per a una història)
26. Notes per a Sílvia (Notes per a Sílvia; Madrid—l'adveniment de la República; Grècia. Notes per a principiants escrites per un principiant; La precària i habitual poesia; Més notes per a Sílvia; Un infart de miocardi)
27. Un petit món del Pirineu (Cadaqués. Mieres i la Garrotxa. Les valls d'Andorra)
28. Direcció Lisboa (Records del meu primer viatge a Portugal. L'itinerari central. L'itinerari cantàbric. L'itinerari del sud)
29. Homenots (quarta sèrie)
30. Tres guies (La Costa Brava. Mallorca, Menorca i Eivissa. Catalunya)
31. Articles amb cua
32. Prosperitat i rauxa de Catalunya (La crisi de l'autoritat a Catalunya. Catalanisme i burgesia. La qüestió obrera a Catalunya. El capitalisme modern. Després del cop d'Estat del 13 de setembre. Proteccionistes i lliurecanvistes. El senyor Valentí Almirall. Història de la revista Joventut. El naufragi del Cala Galiota. La penya de l'Ateneu. La Girona del meu temps i la d'avui. Notes autobiogràfiques)
33. El passat imperfecte
34. Les Amèriques (Weekend (d'estiu) a Nova York (1954). Cap a Amèrica; encara per la ruta del petroli (1960). Petites reflexions sobre un viatge als Estats Units (tardor, 1963). Notes sobre el Brasil (1958). Puerto Rico (1964). Més sobre el Brasil (gener-març 1964). Darrer adéu a les Amèriques des de Buenos Aires (1964))
35. Notes del capvesprol
36. Per passar l'estona
37. Itàlia i el Mediterrani (Escrits italians. Les beceroles del Mediterrani)
38. Escrits empordanesos (Un paper elemental sobre l'Empordà sense xovinisme ni il·luminisme; El rellotger de Creixells; Alguns grans cuiners de l'Empordà; Carles Fages de Climent. L'epigramista, el poeta, l'home. Una vaga aproximació)
39. El viatge s'acaba
40. Polèmica. Cròniques parlamentàries (1929-1932)
41. Cròniques parlamentàries (1933-1934)
42. Cròniques parlamentàries (1934-1936)
43. Caps i puntes (Un viatge ple de notícies. Dos articles del setmanari Ofrena. Alguns escrits de joventut. Olot, com a gran centre artístic pirinenc. L'Alta Garrotxa i el Vallespir. Veure Catalunya. La comissió d'acció política de la Lliga Regionalista. Francesc Moragas i Barret. La mort a Venècia. Sebastià Puig Hermós. Quatre petits assaigs. El país dels estanyols. Poblet)
44. Darrers escrits
45. Imatge Josep Pla (Records de Josep Vergés. Fotografies. Epistolari Josep Pla i Josep Vergés. Taula de continguts de l'Obra Completa)
46. Índexs

A. Per acabar (Articles. Notes per a un diari 1965. Notes per a un diari 1966. Un amor de Josep Pla al Canadell)